# Monte Failone
Il monte Failone. (1.415 s.l.m.) è una cima della catena dei Monti Lepini, il suo nome probabilmente deriva dal Latino Filum (Filo) per l'usanza della popolazione pre-romana di delimitare i confini dei propri terreni con un filo di canapa. 
Meta molto ambita dagli escursionisti, dalla cima è possibile, nelle giornate particolarmente terse, scorgere il mar Tirreno.

## Flora e Fauna
Particolarmente abbondante è la macchia mediterranea nella zona più bassa del monte mentre nelle zone più elevate si estendono faggete molto fitte. 
Molto ricca è la fauna: sono presenti tra gli altri il falco pellegrino; l'aquila reale ed il lupo.